# 金在勳
金在勲（韓語：김재훈，1992年12月2日—），本名林珍範 （韓語： IM JIN BEOM） ，父母皆韓國人，曾在南韓擔任練習生，身高183公分，2013年在韓國以偶像樂團Quattro Code出道，首次來台宣傳時愛上台灣的音樂環境與文化，團體解散後，他選擇來台灣發展個人歌唱事業，2015年6月份推出首支個人台語單曲『唱到哭出聲』；2017年他選擇改用藝名「金在勲」重新出發於台視、三立偶像劇《已讀不回的戀人》中飾演自行車手簡大維，透露一切都是為了圓媽媽的夢。
2019年6月22日金在勲在Instagram直播上宣布他7月1日要開始入伍。他也跟粉絲們揮手告別。2020年1月24日 金在勲在他的Instagram上轉一張照片下面寫明年他會退伍。2021年1月25日退伍。

## 音樂作品
| 年份   | 型式     | 曲目                              | 備註                                    |
| ------ | -------- | --------------------------------- | --------------------------------------- |
| 2013年 | 數位單曲 | Stick With U （붙어 있을래요）    | 以Quattro Code名義 （韓語：쿼트로코드） |
| 2015年 | 數位單曲 | 唱到哭出聲（台語）                | 以林珍範名義 （韓語：루이 - 임진범）    |
| 2015年 | 數位單曲 | 再勇敢點                          | 以林珍範名義 （韓語：루이 - 임진범）    |
| 2022年 | 數位單曲 | 愛。蔓延                          | 網路劇《我的牙想你》插曲                |
| 2023年 | 數位單曲 | 來自星際的風                      | 新加坡劇集《歐巴，我愛你》主題曲        |
| 2023年 | 數位單曲 | 來自星際的風- 韓文版 ( 사랑해요 ) | 新加坡劇集《歐巴，我愛你》主題曲        |
| 2024年 | 數位單曲 | Unknown (邱宇辰 feat. 金在勳）    | 網路劇《關於未知的我們》主題曲、插曲    |
| 2024年 | 數位單曲 | 未知的我們                        | 網路劇《關於未知的我們》主題曲、插曲    |

## 演出經歷

### 電視劇
| 年份   | 片名                  | 角色          | 播出頻道                        | 備註   |
| ------ | --------------------- | ------------- | ------------------------------- | ------ |
| 2017年 | 已讀不回的戀人        | 簡大維        | 台視、 三立都會台               | 男配角 |
| 2019年 | 必勝大丈夫            | 莊一宇        | 三立都會台                      | 男配角 |
| 2022年 | 台北女子圖鑑          | Kim           | Disney+                         | 男配角 |
| 2022年 | 我的牙想你            | 葉其然        | LINE TV、CATCHPLAY+             | 男配角 |
| 2023年 | 欧巴，我爱你          | 车泰宇/都小俊 | 新传媒                          | 男主角 |
| 2023年 | 鬼之執行長            | 李東瀚        | 華視、三立都會台                | 男配角 |
| 2023年 | W劇場：因為你如此耀眼 | 鄒先生        | 東森戲劇台、TVBS歡樂台、LINE TV |        |
| 2023年 | W劇場：沒有你依然燦爛 | Joe           | 東森戲劇台、TVBS歡樂台、LINE TV |        |
| 2024年 | 關於未知的我們        | 三胖/譚于     | 優酷國際版                      |        |
| 2024年 | 妮波自由式            | Kim           | Hami Video、MyVideo、friDay影音 |        |
| 2025年 | 我們六個              | 阿勝          | 大愛電視台                      |        |

### 廣告
- 2018年 住商不動產 邁向40：開門篇
- 2018年 寶島眼鏡 第三季CF : K-DESIGN K PLUS系列
- 2018年 abc好車網 非泡水車+abc改版篇+網路沒車篇
- 2018年 Line Pay : 聰明分帳-友情篇
- 2018年 手遊：雲夢謠
- 2021年 活沛多益生菌聯盟
- 2021年 LG全產品平面廣告
- 2021年 7-11十大火鍋名店篇
- 2021年 仕高利達威士忌

### 節目
以林珍範名義
- 2014年9月27日 都市養生佳138期
- 2015年12月11日 當我們喇在一起
- 2016年1月30日 TVBS全球中文音樂榜上榜
- 2016年2月2日 三立電視台 綜藝大熱門
- 2016年2月4日 MTV我愛偶像
- 2016年2月24日 MTV我愛偶像
- 2016年5月7日 TVBS全球中文音樂榜上榜
- 2016年5月11日 MTV我愛偶像
- 2016年12月3日 MTV我愛偶像
- 2017年1月19日 MTV我愛偶像

金在勳
- 2017年12月10日 Vidol 明星聊天室
- 2018年1月5日 三立新聞網 安安大明星
- 2018年1月26日 ETtoday星光雲 明顯鍵盤手
- 2018年2月17日 三立電視台 2018超級華人風雲大賞
- 2018年3月3日 三立新聞網 安安大明星
- 2018年5月17日 ETtoday星光雲 韓國阿拉唷
- 2018年9月19日 TVBS歡樂台 上班這黨事
- 2019年1月27日 中天電視 燃燒吧！大腦君

### 活動
以林珍範名義
- 2015年5月23日 政大韓歌大賽
- 2015年10月3日 韓國台北文化交流響晏
- 2016年5月28日 政大韓歌大賽
- 2016年10月1日 韓國台北文化交流響晏
- 2017年6月4日 政大韓歌大賽

金在勳
- 2018年2月9日 三立尾牙

### 廣播電台
以林珍範名義
- 2014年10月29日 娛樂E世代
- 2015年11月4日 娛樂E世代
- 2016年3月25日 iradio 中廣音樂網 Star DJ

### 演唱會
以林珍範名義
- 2015年1月17日 Body Language台北粉絲音樂會 河岸留言
- 2015年11月29日 生日同樂會 Mr J

## 奖项纪录
| 年份 | 颁奖典礼            | 奖项             | 代表作品                                     | 结果 | 备注        |
| ---- | ------------------- | ---------------- | -------------------------------------------- | ---- | ----------- |
| 2024 | 第29届 红星大奖2024 | 最佳主题曲       | 《来自星际的风》新加坡劇集歐巴，我愛你主題曲 | 獲獎 | [ 3 ] [ 4 ] |
| 2024 | 第29届 红星大奖2024 | 最强CP           | 《欧巴，我爱你》欧阳琦琦 & 都小俊            | 提名 | 与瑞恩      |
| 2024 | 第29届 红星大奖2024 | 十大最欢迎男艺人 | 不適用                                       | 提名 |             |

## 外部連結
- 金在勳 Kimkim的Facebook專頁
- 金在勳 Kimkim的Instagram帳戶
- YouTube上的金在勳Kimkim頻道
- 金在勳-Kimkim TikTok （页面存档备份，存于）